# Gisekiaceae
Gisekiaceae é o nome botânico de uma família de plantas com flor. O sistema APG II reconhece esta família e coloca-a na rodem Caryophyllales, no clade das eudicotiledóneas núcleo. Isto representa uma mudança em relação ao sistema APG, de 1998, que não reconhecia esta família.
O AP-Website assume uma colocação desta plantas na família Phytolaccaceae.